# Thelypteris correllii
Thelypteris correllii är en kärrbräkenväxtart som beskrevs av Alan Reid Smith. Thelypteris correllii ingår i släktet Thelypteris och familjen Thelypteridaceae. Inga underarter finns listade.